# Юлий Буркин
Юлий Сергеевич Буркин (на руски: Юлий Сергеевич Буркин) е руски поет, музикант и писател на научна фантастика.
Става популярен след излизането на фантастично-психологична повест „Бабочка и Василиск“. Трилогията „Остров Русь“ пише в съавторство със Сергей Лукяненко, а романа „Осколки неба, или Подлинная история „Битлз“ в съавторство с Константин Фадеев.
Живее в родния си град Томск.